# أحمد اللوزي
أحمد اللوزي (مواليد عمان 1925- توفي 18 نوفمبر 2014) سياسي أردني شغل عدة مناصب منها وزير المالية، رئيس وزراء ورئيس مجلس الأعيان الأردني.

## حياته
ولد عام 1925 في بلدة الجبيهة من ضواحي مدينة عمان. أتم دراسته الابتدائية والإعدادية في عمان أما دراسته الثانوية فأنهاها في مدينة السلط. حصل على درجة الليسانس في الآداب عام 1950 من كلية دار المعلمين العالية في بغداد. يعتير الآن أحمد اللوزي من أكبر السياسيين الأردنين (عميد الرؤساء الأردنين) ومن اكثرهم تأثيرا إذ يشغل رئيس لجنة تفسير الدستور الأردني.

## الوظائف والمناصب التي شغلها
- مدرسًا عمل في وزارة التربية من عام 1950-1953 في مدرسة السلط الثانوية، وفي كلية الحسين الثانوية في عمان.
- عين مساعداً لرئيس التشريفات الملكية عام 1953.
- رفع لمنصب رئيس التشريفات الملكية عام 1956.
- شغل منصب مدير المراسم في وزارة الخارجية عام 1957 ثم عين رئيسًا للتشريفات الملكية.
- انتخب نائبًا في مجلس النواب الأردني عن محافظة العاصمة عمان عام 1961
- انتخب للمرة الثانية نائباً في مجلس النواب عن محافظة العاصمة 1962.
- عين مساعداً لرئيس الديوان الملكي الهاشمي 1963.
- عين وزيرًا للدولة لشؤون رئاسة الوزراء عام 1964
- عين عضوا في مجلس الأعيان عام 1965 وتواصلت عضويته فيه حتى عام1967، وكان عضوا في اللجان القانونية والإدارية والمالية والشؤون الخارجية التابعة لمجلس الأعيان.
- عين وزيرا للداخلية للشؤون البلدية والقروية عام 1967
- عين وزيرا للمالية عام 1970
- عين رئيس المجلس الوطني الأستشاري الذي يعتبر مجلس النواب 1979-1982
- رئاسة الوزراء شكل الوزارة الأردنية للمرة الأولى عام 1971 واستمرت حتى منتصف عام 1972.
- رئاسة الوزراء شكل الوزارة الأردنية للمرة الثانية منتصف عام 1972 إلى 1973
- اختير عضوا في مجلس أمناء الجامعة الأردنية من عام 1971-1976.
- اختير رئيس اللجنة الملكية الخاصة لجامعة مؤتة عام 1975-1985.
- اختير عضوا ثم رئيسا لمجلس أمناء الجامعة الأردنية عام 1980-1985.
- عين عضوا ثم رئيسا للمجلس الوطني الاستشاري عام 1978.
- عين رئيسا للديوان الملكي الهاشمي عام 1979-1984.[بحاجة لمصدر]
- رئيسا لمجلس الأعيان عام 1984-1997.
- بتاريخ 7/6/1997 صدرت الإرادة الملكية السامية بقبول استقالته من رئاسة وعضوية مجلس الأعيان.
- رئيس مجلس امناء الجامعة الأردنية 2000

## الأوسمة التي تقلدها
يحمل دولته عدة أوسمة رفيعة منها:
- وسام الكوكب الأردني من الدرجة الأولى.
- وسام الاستقلال الأردني من الدرجة الأولى.
- وسام النهضة المرصع عالي الشأن.
- عدة أوسمة رفيعة من دول عربي وأجنبية: العراق ،مصر، سوريا، لبنان ،عمان والمغرب، أثيوبيا، الأرجنتين، إيران، الصين الوطنية ومن البابا.
- له لقب مشهور بين الأوساط السياسية (عميد روؤساء الوزراء)